# Мошна (приток Лучесы)
Мошна — река на юге Тверской области, правый приток Лучесы (бассейн Западной Двины). Длина реки составляет 13,7 километров.
Мошна протекает по территории Оленинского муниципального района. Населённых пунктов на берегу реки нет.
Берёт начало недалеко от автомобильной дороги Мирный — Верховье. Течёт в юго-западном, затем в южном направлении. Впадает в Лучесу справа в 45 километрах от её устья.